# Прохорівський (заказник)
«Прохорівський»  — втрачений гідрологічний заказник в Україні.

## Розташування
Існував поблизу с. Сушки Канівського району Черкаської області.

## Пам'ятка
Оголошений рішенням Черкаського облвиконкому № 597 від 28 листопада 1979. Заказник створений на території болотного масиву-регулятору водного режиму району. Головним обмеженням при створені було визначено заборону осушення.
Перебував у віданні колгоспу «Зоря комунізму».
Площа — 25 га.

## Скасування
Рішенням Черкаської обласної ради № 95 від 22 травня 1990 «Про зміни та доповнення мережі природно-заповідного фонду області» заказник скасований. Скасування статусу відбулося, тому що болото висохло.